# Балев, Милко
Милко Калев Балев (болг. Милко Калев Балев; 14 августа 1920, Троян — 8 октября 2002, София) — болгарский коммунистический политик и государственный деятель, член политбюро и секретарь ЦК БКП. Курировал партийную идеологию, пропаганду и внешнюю политику. Был одним из высших руководителей НРБ, считался «серым кардиналом» Тодора Живкова. Вместе с Живковым отстранён от власти в ноябре 1989. Привлекался к судебной ответственности, был осуждён, впоследствии добился снятия обвинений.
Герой Социалистического Труда (НРБ). 

## «Серый кардинал» генерального секретаря
Учился на юридическом факультете Софийского университета. С 1936 состоял в РМС. В 1942 вступил в БКП. Руководил подпольной молодёжной группой. В 1943 был арестован и приговорён к смертной казни, заменённой на пожизненное заключение. Оставался в тюрьме до 9 сентября 1944. (Подобно многим руководителям и активистам БКП, подозревался в завербованности Николой Гешевым.)
С 1950 Милко Балев служил в отделе пропаганды и агитации ЦК БКП. С 1954 по 1986 возглавлял канцелярию — «кабинет» — генерального секретаря ЦК БКП. Являлся (наряду с Мирчо Спасовым) одним из ближайших сподвижников Тодора Живкова. За исполняемые функции и политическое влияние получил прозвище «серый кардинал».

## В высшем партийном руководстве
С 1979 секретарь ЦК, с 1982 — член политбюро ЦК БКП. Курировал идеологию и международную политику НРБ. Возглавлял комиссии ЦК по иностранным делам и по пропаганде за рубежом. Был ответственным редактором 38-томного собрания сочинений Живкова.
В качестве куратора международной пропаганды Балев поддерживал конфиденциальные контакты с Робертом Максвеллом, осуществлявшим информационное сотрудничество с БКП. Награждал Максвелла орденом «Стара планина».

С болгарской стороны несколько полуофициальных встреч с миллиардером проводил член Политбюро и секретарь ЦК Коммунистической партии Милко Балев. В те времена слово Балева слышалось на всех этажах государства и воля его выполнялась беспрекословно… Когда наши пограничники спросили миллиардера, что он ищет у болгарских берегов, Максвелл ответил на чистом русском: «Ищу господина Тодора Живкова. Он будет рад меня видеть…» И подал начальнику пограничного контроля визитная карточка с коротким текстом: «МИЛКО БАЛЕВ — член Политбюро и секретарь БКП».

Милко Балев активно участвовал в футбольных конфликтах, периодически раскалывавших верхушку БКП. Наряду с Живковым, он являлся болельщиком ЦСКА и оказывал разностороннее давление на «Левски-Спартак» (болельщиком которого был, в частности, руководитель госбезопасности и министр внутренних дел в 1965—1971 Ангел Солаков). Итогом этих интриг стало в 1985 ужесточение партийно-государственного контроля над обеими командами и нивелировка клубов (даже традиционные названия «синих» и «красных» были восстановлены только после падения режима БКП).
В идеологии и внутренней политике занимал неосталинистскую позицию сусловского типа, в международных делах проводил просоветский курс. Во второй половине 1980-х Балев руководил процессом принудительной болгаризации турецкой общины.

## «Объединиться вокруг сделанного предложения»
Являлся приближённым и сторонником Живкова. Он не принадлежал к инициаторам его отставки. Однако 9 ноября 1989 на заседании политбюро Балев не выступил в поддержку генсека, воспользовавшись тем, что формально предложение об отставке исходило от самого Живкова.

Балев: Я не случайно задал вопрос: вы оценили ситуацию, в которой возобновляете ваше предложение?

Живков: Очевидно, я думал.

Балев: Мы говорили по этому вопросу несколько месяцев назад, мы обсуждали ваше письменное предложение, ранее устные высказывания на политбюро, и единогласно сошлись во мнении, что ваша отставка не должна быть принята, должна быть отозвана по ряду международных и внутренних соображений. Сейчас ситуация сложнее. Проблема серьёзная. И если вы выдвигаете такое предложение, вы должны учесть, как примет его пленум ЦК.

Живков: Товарищи, вы чувствуете спокойствие, с которым я отношусь к этому вопросу. Думаю, это должно убеждать.

Балев: Очевидно, что мы должны объединиться вокруг сделанного предложения.

После отстранения Живкова от власти на пленуме ЦК БКП 10 ноября 1989 Милко Балев превратился в объект жёсткой критики со стороны общественности и нового партийного руководства. На пленуме ЦК БКП 15 ноября 1989 освобождён от обязанностей члена ЦК и члена политбюро. На следующем пленуме 13 декабря 1989 исключён из партии. 25 февраля 1991 арестован и вместе с Живковым отдан под суд.

## После потери власти
Обвинялся в злоупотреблениях при распределении жилья, автотранспорта, представительских сумм, а также в нецелевом расходовании средств на издание сочинений Живкова. 4 сентября 1992 приговорён к двум годам лишения свободы. Впоследствии приговор был заменён на условный, а 9 февраля 1996 обвинение снято решением Верховного суда. Юрист Адриана Балева, невестка Милко Балева, отмечала «блестящую» работу адвоката.
Ещё весной 1990 на заседаниях ЦК БКП/БСП рассматривались материалы политического характера за подписью Милко Балева (к тому времени исключённого из партии). После ареста и суда он полностью отошёл от политики. Жил в собственном доме в элитном софийском квартале «Лозенец».
Милко Балев умер в болгарской столице в возрасте 82 лет.

## Тень богемы
Женой одного из сыновей Милко Балева — художника Калина Балева — в 1986-2006 годах была Ралица Торнева (Балева), известная манекенщица и фотомодель, считающаяся в Болгарии «иконой моды 1990-х», известна как исполнительница главной роли в итальянском фильме по роману Виктора Ерофеева «Русская красавица». В 2006 она развелась с Балевым-младшим и вышла замуж за итальянского предпринимателя-миллионера Джона Бальцарини. Принимает участие в светских мероприятиях на Капри.